# Aegukga (Noord-Korea)
Aegukka (Lied van geliefd land) is het volkslied van Noord-Korea. De tekst is geschreven door Pak Se-yǒng (1902-1989) op een melodie van Kim Wǒn-gyun (1917-2002). Tot 1947 was het Noord-Koreaanse volkslied hetzelfde als het Zuid-Koreaanse volkslied Aegukga, daarna werd de huidige versie ingevoerd.
Wat opmerkelijk  is aan dit volkslied is dat het de leiders van Noord-Korea niet verheerlijkt, maar het land zelf. In eerdere communistische landen werd hier wel aan gedaan, bijvoorbeeld in de Sovjet-Unie.

## Tekst

### 2024-heden
| Chosŏn'gŭl | Chosŏn'gŭl met Hancha | McCune-Reischauer | Nederlandse vertaling |
| Eerste couplet | Eerste couplet | Eerste couplet | Eerste couplet |
| --- | --- | --- | --- |
| 아침은 빛나라 이 강산 은금에 자원도 가득한 이 세상 아름다운 내 조국 반만년 오랜 력사에 찬란한 문화로 자라난 슬기론 인민의 이 영광 몸과 맘 다 바쳐 이 조선 길이 받드세 | 아침은 빛나라 이 江山 銀金에 資源도 가득한 이 世上 아름다운 내 祖國 半萬年 오랜 歷史에 燦爛한 文化로 자라난 슬기론 人民의 이 榮光 몸과 맘 다 바쳐 이 朝鮮 길이 받드세 | Ach'imŭn pinnara i kangsan Ŭn'gŭme chawŏndo kadŭkhan I Sesang arŭmdaun nae choguk Panmannyŏn oraen ryŏksaë Ch'allanhan munhwaro charanan Sŭlgiron inminŭi i yŏnggwang Momgwa mam ta pach'yŏ i Chosŏn Kiri pattŭse | Laat de morgen schijnen over het zilver en goud van dit land, Deze wereld met natuurlijke schoonheid. Dit is mijn prachtige vaderland. De glorie van wijze mensen Opgevoed in een schitterende cultuur. Met een vijf millennia lange geschiedenis. Laten we onze lichaam en geest wijden, Aan het voor eeuwig aanmoedigen van dit Korea.      |
| Tweede couplet | | | |
| 백두산 기상을 다 안고 근로의 정신은 깃들어 진리로 뭉쳐진 억센 뜻 온 세계 앞서 나가리 솟는 힘 노도도 내밀어 인민의 뜻으로 선 나라 한없이 부강하는 이 조선 길이 빛내세  | 白頭山 氣像을 다 안고 勤勞의 精神은 깃들어 眞理로 뭉쳐진 억센 뜻 온 世界 앞서 나가리 솟는 힘 怒濤도 내밀어 人民의 뜻으로 선 나라 限없이 富强하는 이 朝鮮 길이 빛내세  | Paektusan kisangŭl ta anko Kŭlloŭi chŏngsinŭn kittŭrŏ Chilliro mungch'yŏjin ŏksen ttŭt On segye apsŏ nagari Sonnŭn him nododo naemirŏ Inminŭi ttŭsŭro sŏn nara Hanŏpsi puganghanŭn i Chosŏn Kiri pinnaese         | We omarmen de sfeer van het Baekdugebergte, Nestelen ons in de geest van de arbeid, De sterke wil, verbonden met eerlijkheid, Zal voortvloeien in de hele wereld! Het land is ontstaan door de wil van de mensen, En het verslaan van de golven met vernietigende kracht. Laat ons dit Korea voor altijd bewonderen, Onbeperkt rijk en sterk. |

### 1947-2024
| Chosŏn'gŭl | Chosŏn'gŭl met Hancha | McCune-Reischauer | Nederlandse vertaling |
| Eerste couplet | Eerste couplet | Eerste couplet | Eerste couplet |
| --- | --- | --- | --- |
| 아침은 빛나라 이 강산 은금에 자원도 가득한 삼천리 아름다운 내 조국 반만년 오랜 력사에 찬란한 문화로 자라난 슬기론 인민의 이 영광 몸과 맘 다 바쳐 이 조선 길이 받드세 | 아침은 빛나라 이 江山 銀金에 資源도 가득한 三千里 아름다운 내 祖國 半萬年 오랜 歷史에 燦爛한 文化로 자라난 슬기론 人民의 이 榮光 몸과 맘 다 바쳐 이 朝鮮 길이 받드세 | Ach'imŭn pinnara i kangsan Ŭn'gŭme chawŏndo kadŭkhan Samch'ŏlli arŭmdaun nae choguk Panmannyŏn oraen ryŏksaë Ch'allanhan munhwaro charanan Sŭlgiron inminŭi i yŏnggwang Momgwa mam ta pach'yŏ i Chosŏn Kiri pattŭse | Laat de morgen schijnen over het zilver en goud van dit land, Drieduizend li vol met natuurlijke schoonheid. Dit is mijn prachtige vaderland. De glorie van wijze mensen Opgevoed in een schitterende cultuur. Met een vijf millennia lange geschiedenis. Laten we onze lichaam en geest wijden, Aan het voor eeuwig aanmoedigen van dit Korea. |
| Tweede couplet | | | |
| 백두산 기상을 다 안고 근로의 정신은 깃들어 진리로 뭉쳐진 억센 뜻 온 세계 앞서 나가리 솟는 힘 노도도 내밀어 인민의 뜻으로 선 나라 한없이 부강하는 이 조선 길이 빛내세 | 白頭山 氣像을 다 안고 勤勞의 精神은 깃들어 眞理로 뭉쳐진 억센 뜻 온 世界 앞서 나가리 솟는 힘 怒濤도 내밀어 人民의 뜻으로 선 나라 限없이 富强하는 이 朝鮮 길이 빛내세 | Paektusan kisangŭl ta anko Kŭlloŭi chŏngsinŭn kittŭrŏ Chilliro mungch'yŏjin ŏksen ttŭt On segye apsŏ nagari Sonnŭn him nododo naemirŏ Inminŭi ttŭsŭro sŏn nara Hanŏpsi puganghanŭn i Chosŏn Kiri pinnaese           | We omarmen de sfeer van het Baekdugebergte, Nestelen ons in de geest van de arbeid, De sterke wil, verbonden met eerlijkheid, Zal voortvloeien in de hele wereld! Het land is ontstaan door de wil van de mensen, En het verslaan van de golven met vernietigende kracht. Laat ons dit Korea voor altijd bewonderen, Onbeperkt rijk en sterk.   |